# Prime Standard
Der Prime Standard ist, als Teilbereich des regulierten Marktes mit weiteren Zulassungspflichten, neben dem General Standard das privatrechtlich organisierte, gesetzlich regulierte Börsensegment der Frankfurter Wertpapierbörse mit den höchsten Transparenzstandards und gleichzeitig die Voraussetzung für eine Aufnahme in die Indizes DAX, MDAX, TecDAX und SDAX. Die Wertentwicklung dieses Börsensegments wird im Performanceindex PRIME All Share (ISIN DE0007203325, WKN 720332) wiedergegeben.

## Geschichte
Im Zuge der allgemeinen Neustrukturierung der deutschen Börsensegmente wurde der Prime Standard zum 1. Januar 2003 eingerichtet. Ziel war es, ein Börsensegment zu schaffen, das unter anderem durch verpflichtende Publizität in englischer Sprache und über die gesetzlichen Vorschriften hinausgehende Transparenzstandards internationale Investoren bevorzugt anzieht.
Der erste Börsengang im Prime Standard erfolgte mit der Wincor Nixdorf AG am 19. Mai 2004.
Aus allen Aktienwerten wurde unter der Bezeichnung Prime All Share (ISIN DE0007203325, WKN 720332) ein Performanceindex geschaffen, der die Entwicklung aller Mitgliedsunternehmen an der Börse darstellen soll. Dieser stieg von einer – theoretisch zurück berechneten Punktezahl von etwa 1000 Punkten zum 19. Mai 2004 – bis auf 3083 Punkte am 16. Juli 2007 an.
Das erste Quartal 2008 war im Zuge der weltweiten Finanzkrise ab 2007 das erste Quartal seit Mai 2004, in dem sich kein Unternehmen im Prime Standard an die Börse wagte. In der Folgezeit fiel der Performanceindex bis auf 1325 Punkte am 6. März 2009. Danach hatte er sich bis Anfang Mai 2013 wieder auf seinen alten Höchstwert erholt und stieg im weiteren Zeitverlauf auf sein bisheriges Allzeithoch von 5.735,01 Punkten am 4. Januar 2021.

## Zulassungsvoraussetzungen
Der Prime Standard ist ein Teilbereich des regulierten Marktes, der zusätzliche internationale Transparenzanforderungen erfüllen muss und dessen geltende Folgepflichten für Aktiengesellschaften über das Maß derer des General Standards hinaus gehen. 
Ebenso wie im General Standard müssen folgende Transparenzkriterien erfüllt werden:
- zum ersten und dritten Quartal Zwischenberichterstattung in deutscher und englischer Sprache
- Anwendung internationaler Rechnungslegungsstandards (IFRS oder US-GAAP)
- Veröffentlichung eines Unternehmenskalenders
- Ad-hoc-Mitteilungen

Darüber hinaus ist jedoch auch erforderlich:
- ausführlichere Zwischenberichterstattung zum ersten und dritten Quartal
- Ad-hoc-Mitteilungen zusätzlich in englischer Sprache
- Mindestens eine Analystenkonferenz jährlich
- Unternehmenskalender und Finanzberichte sind in deutscher und englischer Sprache zu verfassen und zu veröffentlichen[6]
- Unternehmenskalender und Finanzberichte müssen in elektronischer Form der Geschäftsführung der Frankfurter Wertpapierbörse übermittelt werden

## Zusammensetzung
Gegenwärtig gehören 313 Werte zum Prime All Share (Stand: Januar 2021), wobei einige Unternehmen z. B. durch Stammaktien und Vorzugsaktien mehrfach vertreten sind.
Die Wahlmöglichkeiten bei der Finanzberichterstellung sind eingeschränkt, sodass die Offenlegung etwas größer ist. Hinzu kommt, dass die Sanktionsmöglichkeiten (finanzieller Art oder Ausschluss vom Prime Standard) bei Verstößen gegen die Vorschriften größer und flexibler sind.
Entsprechend der Gebührenordnung der Deutschen Börse entstehen für die Zulassung von Aktien folgende Kosten:
- 3.000 Euro Zulassungsgebühr
- 2.500 Euro Einführungsgebühr
- 12.700 Euro jährliche Notierungsgebühr zuzüglich 0,10 Euro je angefangene Million Euro der Marktkapitalisierung